# Quinchía
Quinchía è un comune della Colombia facente parte del dipartimento di Risaralda.
L'abitato venne fondato da Simón de Jesús Herrera e José Domingo Sánchez nel 1888.